# Якоб Гартнер
Якоб Гартнер (нім. Jakob Gartner; 6 жовтня 1861, Пршеров, Моравія, Австрійська імперія — 15 квітня 1921, Відень, Австрія) — австрійський архітектор.

## Біографія
Народився у 1861 році в багатодітній єврейській родині.
У 1879—1883 роках навчався в державній торговельній школі в Брно (нині Чехія). Два роки пропрацював креслярем.
У 1886—1888 роках навчався у Віденської академії образотворчих мистецтв під керівництвом Карла ван Газенауера. Пізніше Якоб здійснив поїздку до Північної Італії.
Створив успішну архітектурну фірму в Відні. Був автором проектів низки житлових і комерційних будівель та вілл у містах Австро-Угорської імперії, найбільше в Оломоуці (нині Чехія). Проекти Гартнера істотно вплинули на забудову міста кінця XIX-початку XX століть.
У 1914—1917 Якоб Гартнер займався проектуванням єврейського кладовища як частини віденського Центрального кладовища.
Відомий, перш за все, як проектант-будівельник багатьох культових споруд (синагог). Побудував ряд єврейських молитовних будинків в різних містах Австрії й з 1896 року у Відні, але більшість з них були знищені, зокрема, починаючи з так званої «Кришталевої ночі» в 1938 році і під час Другої світової війни.
У 1892 році Якоб Гартнер удостоєний почесного диплома на художній виставці в Загребі.

## Будівлі за проектами Якоба Гартнера

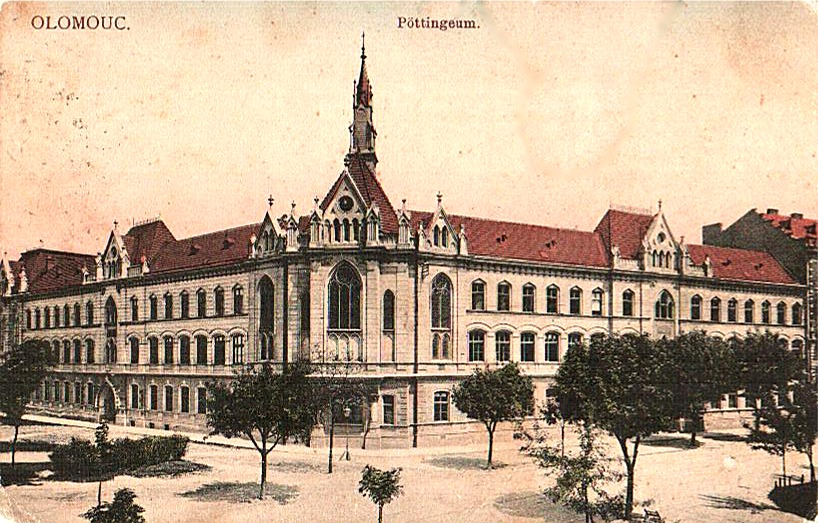
Школа в Оломоуці
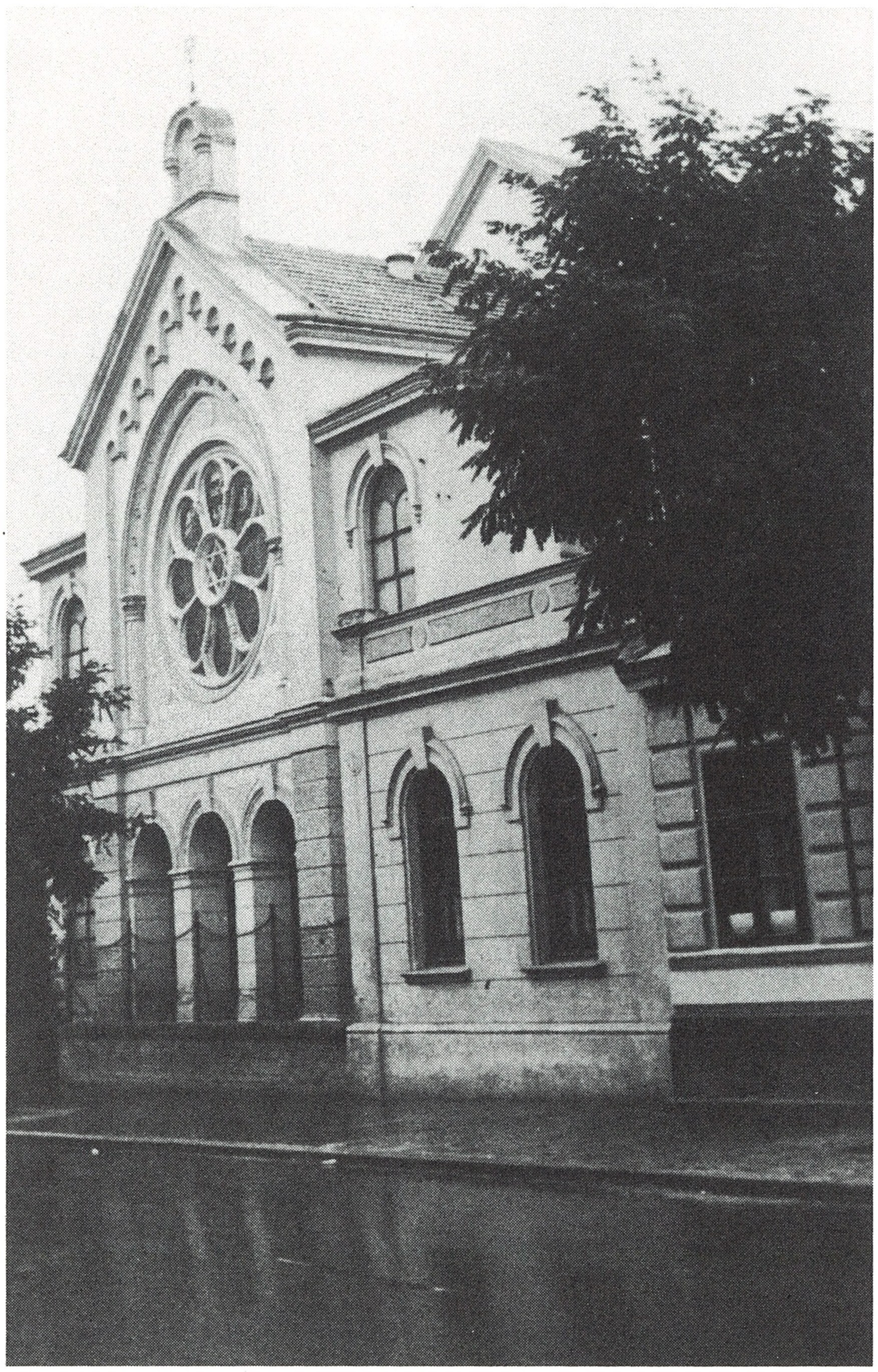
Синагога у Відні
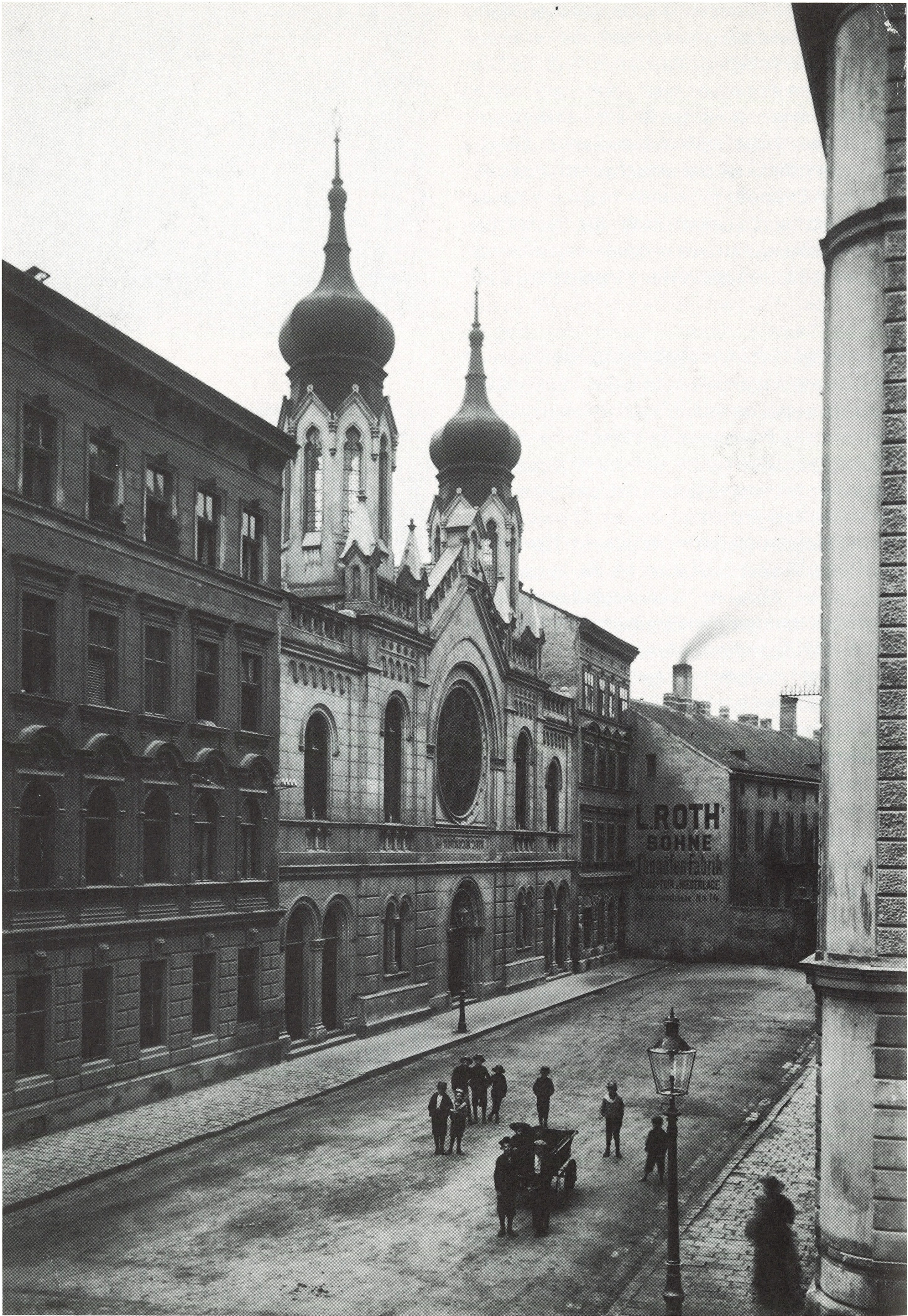
Синагога у Відні
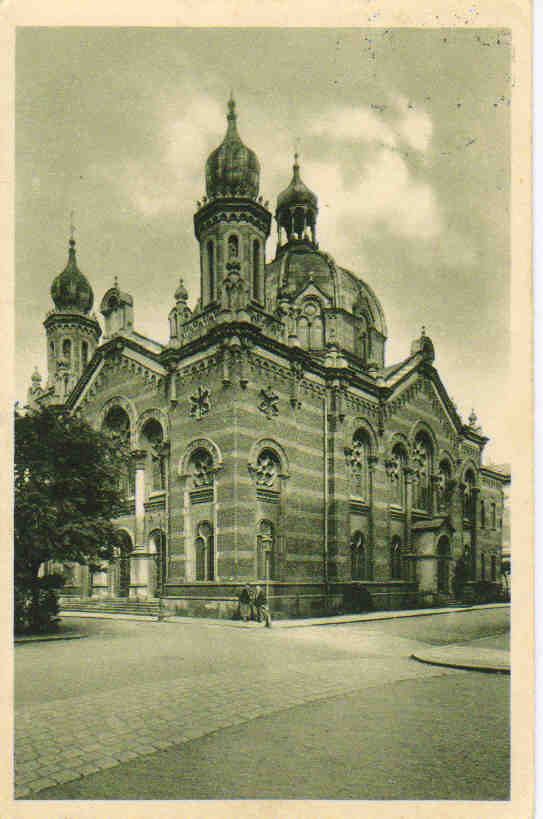
Синагога в Оломоуці
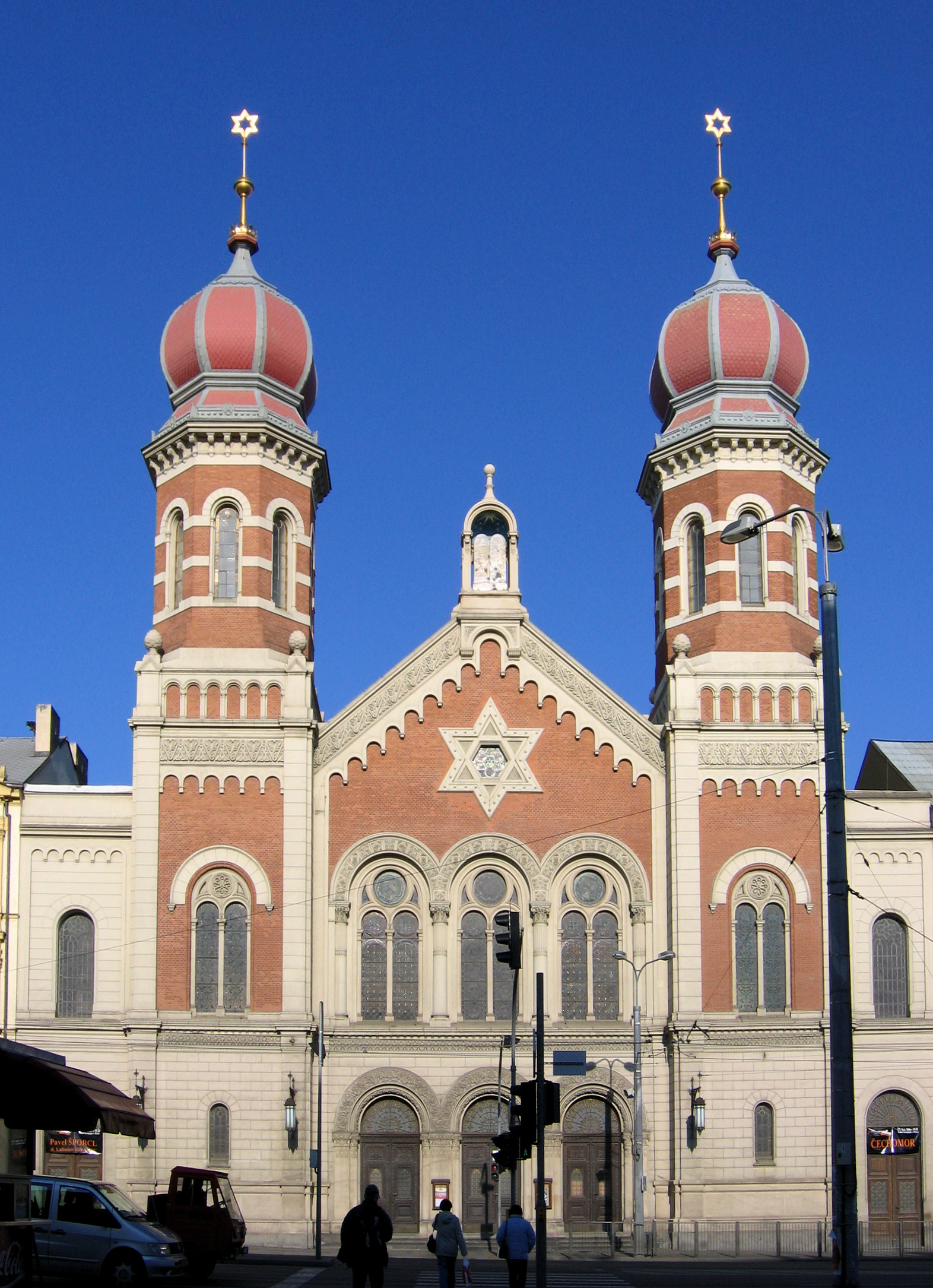
Синагога в Плзені
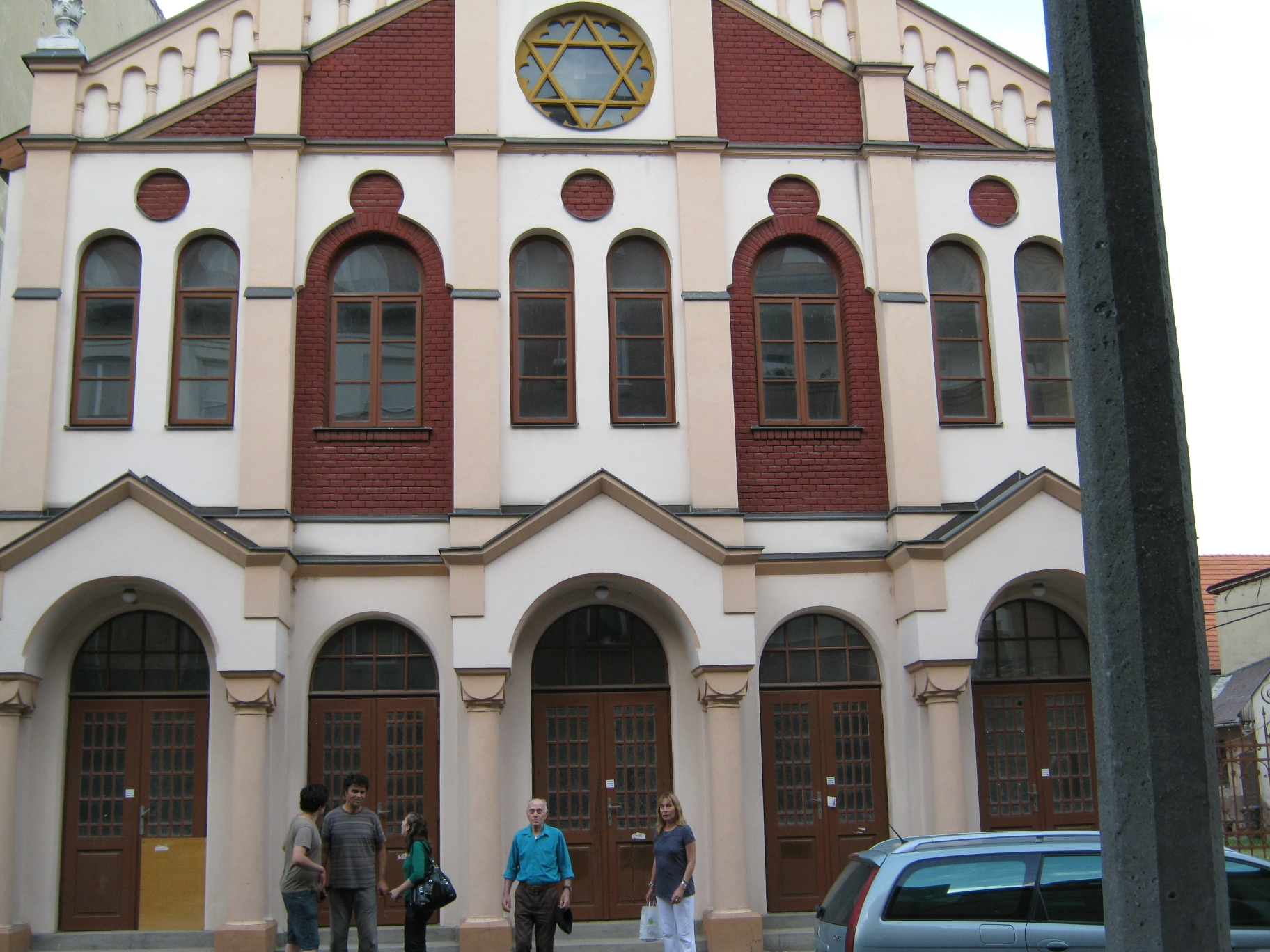
Синагога в Дебрецені
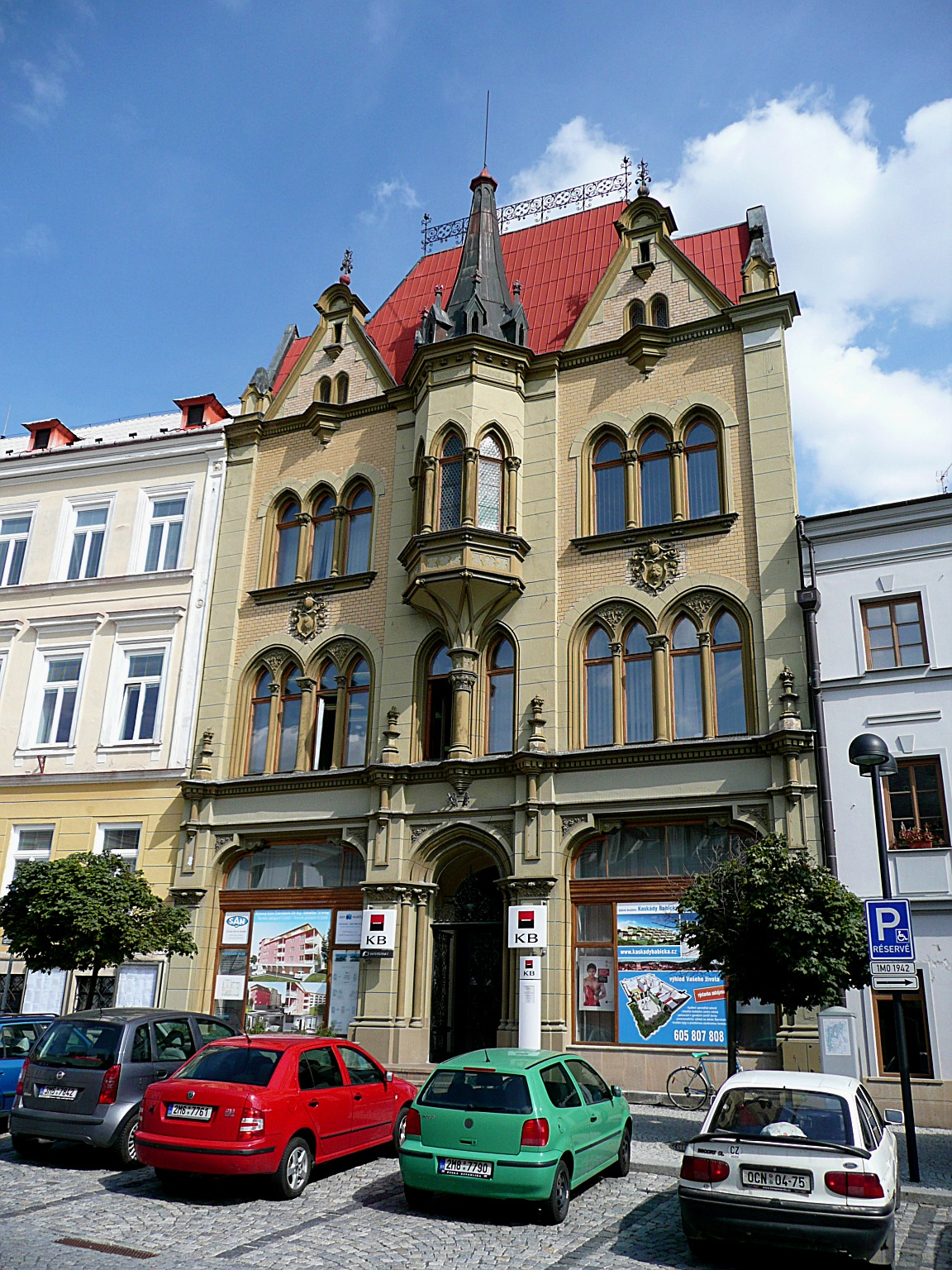
Житловий будинок у Штернберку
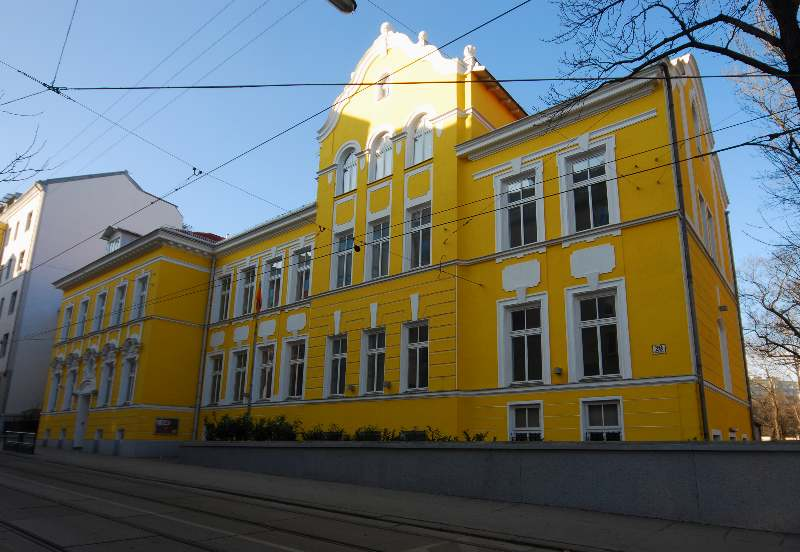
Пологовий будинок імператриці Єлизавети в Відні
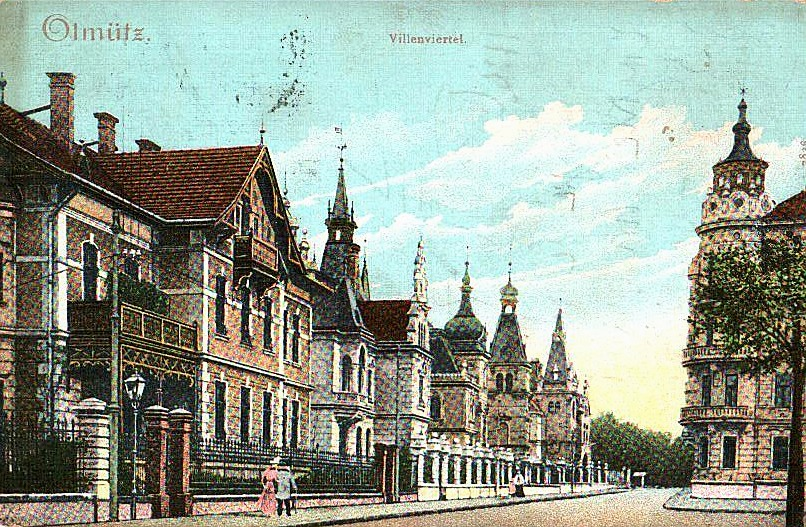
Вілли в Оломоуці
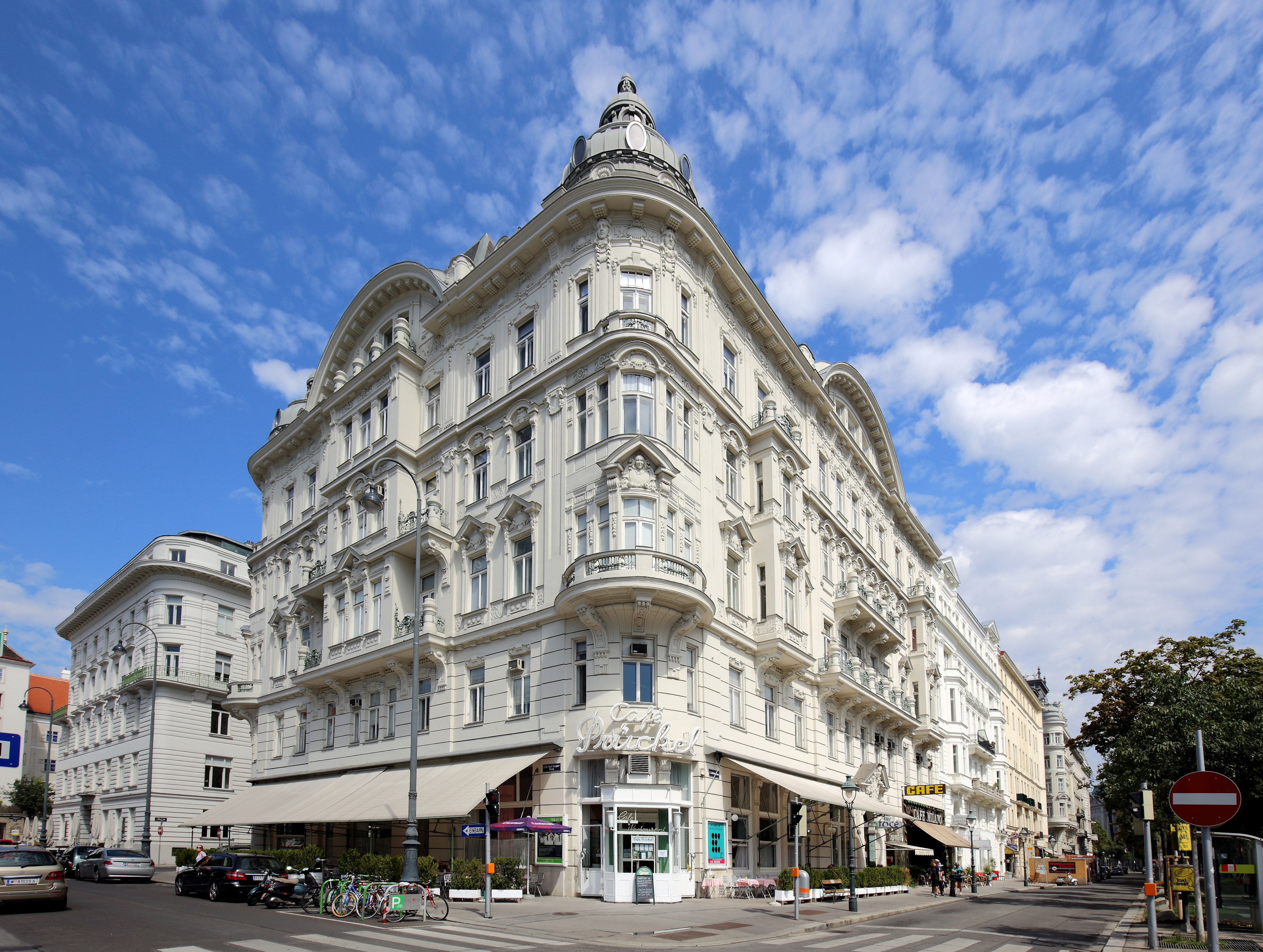
Будинок у Відні